# XMLGUI
XMLGUI はアクションという考え方を使って、XML でアプリケーションのユーザインターフェイスを設計するための KDE フレームワークである。
「ファイルを開く」や「アプリケーションを閉じる」など KDE フレームワークによってプログラマのために定義されたいくつかのアクションとともに、アプリケーションが実装できる多様なアクションをこのフレームワークでプログラマが設計する。個々のアクションはアイコン、説明テキストやツールチップを含む多様なデータに関連付けることができる。
このフレームワークの特徴は、あるアクションがどのメニューやツールバーに含まれるかということをハードコーディングしないことにある。その代わりに開発者はメニューバーやツールバーのレイアウトを記述したXMLファイルを配布する。この仕組みを用いることで、対象のプログラムのソースコードに触れることなしにユーザインタフェースを変更できる。
更に、KPart の GUI をアプリケーションの GUI に統合できるので、XMLGUI は KDE の KParts コンポーネントプログラミングインターフェイスに役立つ。Konqueror ファイルマネージャはこの特徴の規範的な例である。

## 他のプロジェクト
この名前はややジェネリックなものである。Beryl は以前 xmlgui と名付けられており、他にも 同じプロジェクト名の XML 指向の GUI ライブラリが多数存在する。
LiveUI というコードネームのプロジェクトは KDE 4 に対して現在開発中である。これが XMLGUI の後継となることになっている。